# Nicolas Penner
Nicolas Penner (* 19. června 2001 České Budějovice) je český profesionální fotbalista hrající na pozici křídelníka za klub FK Mladá Boleslav. Je také bývalým českým mládežnickým reprezentantem.

## Klubová kariéra
Penner působil v akademii Českých Budějovic a v roce 2016 se přesunul do mládeže pražské Sparty.
V létě 2017 odešel do akademie italského Juventusu a podepsal tříletou smlouvu. Penner pravidelně nastupoval v akademii turínského klubu. V roce 2020 odešel z Juventusu po skončení své smlouvy. Kvůli chronickému zánětu v kolenu rok nehrál a zvažoval konec kariéry.
V srpnu 2021 podepsal smlouvu s Českými Budějovicemi. Po doléčení zdravotních problémů posbíral první ligové starty v dubnu 2022, kdy nastoupil do pěti soutěžních utkání. V ročníku 2022/23 odehrál 19 prvoligových utkání a hlavně v závěru nastupoval pravidelně v základní sestavě pod trenéry Tomášem Zápotočným a Markem Niklem.
V červenci 2023 přestoupil do Slovanu Liberec. Penner podepsal na severu Čech tříletou smlouvu. Svůj debut si odbyl 30. července, kdy nastoupil do utkání proti Mladé Boleslavi. Během podzimní části sezony nastupoval pouze sporadicky, do základní sestavy Slovanu se probojoval až v během února 2024. 10. února vstřelil svou první branku v dresu Liberce, a to při výhře 2:0 nad Sigmou Olomouc. Dohromady v sezoně 2023/24 nastoupil do 15 soutěžních utkání a vstřelil 1 branku. V létě 2024 o jeho služby stál nizozemský celek FC Emmen, Penner však zůstal v Česku.
V září 2024 přestoupil do Mladé Boleslavi.

## Reprezentační kariéra
Mezi lety 2016 a 2019 nastoupil Penner také do 33 utkání v dresu českých mládežnických reprezentací a vstřelil 3 branky.

## Osobní život
Jeho otcem byl bývalý prvoligový fotbalista Miloslav Penner.